# Reubens
Reubens – miasto w Stanach Zjednoczonych, w stanie Idaho, w hrabstwie Lewis. Jedna z najmniejszych miejscowości (44 osoby w 2023 r.) w stanie Idaho.